# 爆薬
爆薬（ばくやく、英: High explosives、HE）は、爆発性の物質のうち、特に激しく爆発する物。一般には爆発によって生じる衝撃波が音速（秒速約340メートル）を超える物質を指す。このような爆発を特に爆轟と呼ぶ。広義には火薬類の一種であるが、法令上の扱いは一般の火薬とは異なる（後述）。
反応速度によって、低速のものと高速の物（一般にはこちらを爆薬と呼ぶ）に分けられることもあり、後者は約3–9キロメートル毎秒 (9,800–29,500 ft/s)の爆発速度で爆発する。たとえば、トリニトロトルエンの爆発（燃焼）率は約5.8キロメートル毎秒 (19,000 ft/s)、導爆線は6.7キロメートル毎秒 (22,000 ft/s)、代表的なプラスチック爆薬のC-4は約8.5キロメートル毎秒 (28,000 ft/s)である。それらは通常、鉱業、爆破解体、軍事用途で使用される。
なお、英語で「高爆発物 High explosives」と表記するのは「低爆発物 Low explosive」との区分のためである。高爆発物（HE）が起こす爆発を爆轟と呼ぶのに対して、低爆発物（LE）の爆発は爆燃（deflagrates）と呼ぶ。
日本の火薬類取締法では、火薬類を「破壊的爆発の用途に供せられる爆薬」と「（黒色火薬と無煙火薬およびそれら）と同等に推進的爆発の用途に供せられる火薬」に大きく分けており、概ねHEとLEがそれぞれに対応する。
無数の爆薬が化学的に合成可能だが、商業的および軍事的に重要なものには、ニトログリセリン、 トリニトロトルエン、トリニトロメタキシレン、 トリメチレントリニトロアミン、 シクロテトラメチレンテトラニトラミン、 ペンスリット、 トリアミノトリニトロベンゼン、ヘキサニトロスチルベンなどがある。